# Шкальний фотоапарат

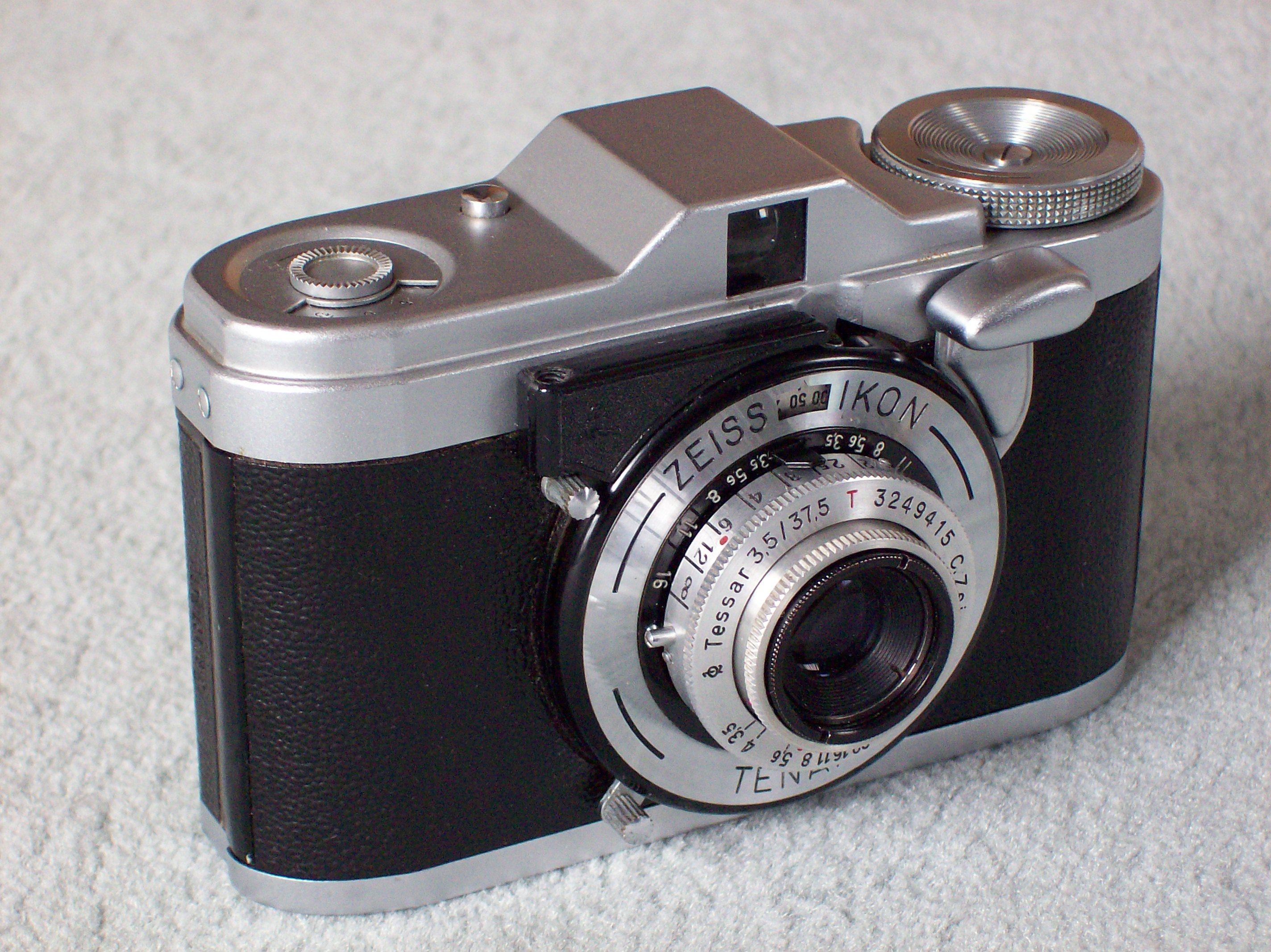
Шкальний фотоапарат «Zeiss Ikon Tenax I». 1939 рік. Німеччина

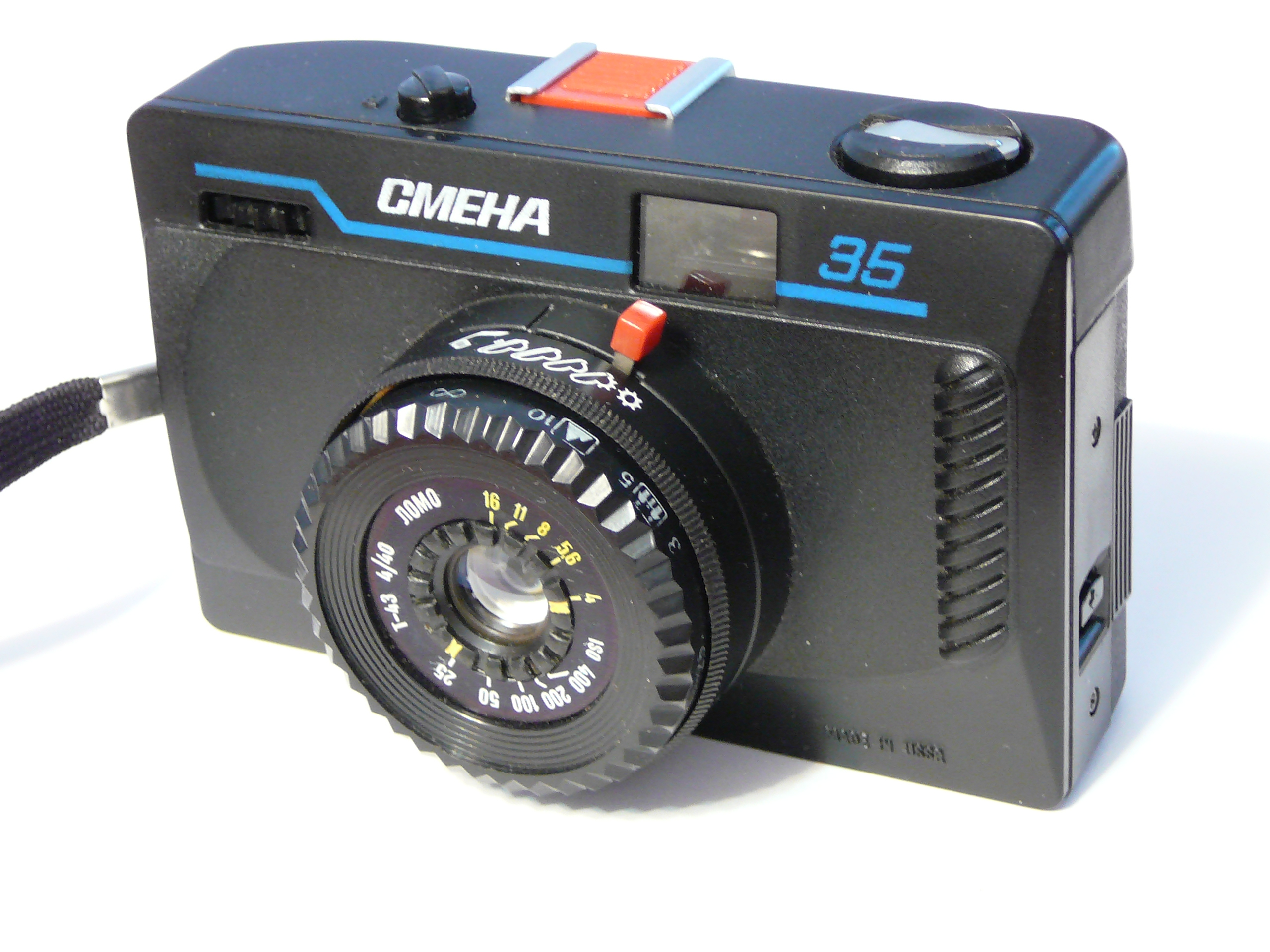
Шкальний фотоапарат «Смена-35». 1990 рік. СРСР

Шкальний фотоапарат — це різновид фотографічної камери. Фокусування в таких камерах здійснюється за шкалою відстаней. На останній вказується відстань від фотоматеріалу до об'єкту зйомки в метрах або футах.
Подібний спосіб наведення фокусу можна зустріти як додатковий у дзеркальних і далекомірних камерах.
Шкальні фотоапарати мають найпростіший рамковий або оптичний видошукач.
Найчастіше в них встановлені недорогі об'єктиви типу «Триплет» або «Індустар» («Тессар»), проте існують моделі і зі складними високоякісними об'єктивами («Геліос-89» на фотоапараті «ФЕД-Микрон») і навіть з можливістю установки змінної оптики («Чайка-2», «Зоря»).
Як правило, в камерах цього типу встановлено центральний затвор (або суміщений затвор-діафрагма, як в камерах «Агат-18» і «ЛОМО Компакт-Автомат»).
До 1970 років на шкальних фотоапаратах переважала ручна установка експозиції. З розвитком електроніки стали з'являтися напівавтоматичні («Восход») і автоматичні шкальні фотоапарати («Вилия-авто» — програмний автомат, «Орион-ЕЕ» — пріоритет витримки, «Силуэт-электро» — пріоритет діафрагми).
Типовим сімейством шкальних фотоапаратів є «Смена». Є приклади, коли фактично один і той самий апарат випускався паралельно в далекомірному і шкальному варіантах («Зоркий-10» і «Зоркий-11», «ФЕД-2» і «Зоря»).
Масовий випуск надзвичайно простих і дешевих шкальних фотоапаратів дав змогу значному числу людей освоїти фотографію і дістати уявлення про всі деталі фотографічного процесу.